# 罗马尼亚人列表
罗马尼亚人按职业分类，可以从以下各列表中查询。
- 罗马尼亚君主列表
- 罗马尼亚总理列表
- 罗马尼亚艺术家列表（英语：List of Romanian artists）
- 罗马尼亚演员列表（英语：List of Romanian actors）
- 罗马尼亚作家列表（英语：List of Romanian writers）
  - 罗马尼亚小说家列表（英语：List of Romanian novelists）
- 罗马尼亚建筑家列表（英语：List of Romanian architects）
- 罗马尼亚画家列表（英语：List of Romanian painters）
- 罗马尼亚作曲家列表（英语：List of Romanian composers）
- 罗马尼亚哲学家列表（英语：List of Romanian philosophers）
- 罗马尼亚雕刻家列表（英语：List of Romanian sculptors）
- 罗马尼亚电影导演列表（英语：List of Romanian film directors）
- 罗马尼亚裔美国人列表（英语：List of Romanian Americans）

|  | 本条目是人物相关列表索引。 |